# Alou Kuol
Alou Kuol (* 5. Juli 2001 in Khartum, Sudan) ist ein australischer Fußballspieler.

## Familie
Kuol, der als Sohn südsudanesischer Flüchtlinge in Sudans Hauptstadt Khartum geboren wurde, hat sechs jüngere Brüder. Sein 2004 geborener Bruder Garang ist ebenfalls Profifußballer. Als er drei Jahre alt war, floh die Familie über Ägypten weiter nach Australien, wo sie sich in Shepparton im Bundesstaat Victoria niederließ. Kuol arbeitete als Hilfskoch, während er Jugendfußball spielte.

## Karriere

### Verein
Kuol begann seine fußballerische Karriere bei der Jugendakademie der Central Coast Mariners und spielte in der Y-League. Er wurde Anfang März 2020 am 21. Spieltag der A-League-Saison 2019/20 erstmals bei den Profis eingesetzt. Wenige Tage nach dem Spiel unterzeichnete er seinen ersten Profivertrag, der bis Ende der Saison 2020/21 lief. In seiner Zeit bei den Mariners erzielte er insgesamt sieben Tore in 30 Ligaspielen.
Zur Saison 2021/22 wechselte Kuol zum VfB Stuttgart, bei dem er einen Vertrag bis zum 30. Juni 2025 unterschrieb. Dort gehörte er dem Kader der zweiten Mannschaft in der viertklassigen Regionalliga Südwest an. Bis zur Winterpause kam er 18-mal zum Einsatz, stand 14-mal in der Startelf und erzielte 7 Tore. Ende Januar 2022 wurde der 20-Jährige bis zum Saisonende an den abstiegsbedrohten Zweitligisten SV Sandhausen ausgeliehen. Unter Alois Schwartz wurde er erst am 32. Spieltag erstmals für den Spieltagskader nominiert. Bei einer 1:2-Niederlage gegen den FC Schalke 04 wurde der Stürmer in der 79. Spielminute eingewechselt und sah kurz vor dem Abpfiff aufgrund eines rüden Foulspiels die Rote Karte. Da er die letzten beiden Spiele gesperrt war, blieb dies sein einziger Einsatz im Trikot des SVS.
Zur Saison 2022/23 kehrte Kuol zum VfB Stuttgart zurück und stieg mit der Profimannschaft von Pellegrino Matarazzo in das Training ein. Bis zur Winterpause kam er jedoch lediglich für die zweite Mannschaft in der Regionalliga Südwest zum Einsatz. Am 27. Januar 2023 debütierte Kuol unter dem neuen Cheftrainer Bruno Labbadia in der Bundesliga, als er bei einer 1:2-Niederlage gegen RB Leipzig kurz vor dem Spielende eingewechselt wurde.
Im Sommer 2023 kehrte Kuol zu seinem Heimatverein, den Central Coast Mariners, zurück.

### Nationalmannschaft
Alou Kuol wurde für den U-23-Kader Australiens bei der Asienmeisterschaft 2022 in Usbekistan nominiert. Beim Turnier, das die Mannschaft mit Platz 4 abschloss, kam er in allen sechs Spielen zum Einsatz und erzielte gegen den Irak sein erstes Tor, das in der ARD-Sendung Sportschau zum Tor des Monats Juni 2022 gewählt wurde.